# Manfred Wegener
Manfred Wegener (* 6. Oktober 1935 in Danzig; † 30. August 1999) war ein deutscher Autor von Heftromanen.
Wegeners Familie floh von Danzig kurz vor Kriegsende nach Dänemark und kam von dort nach Heiligenhafen. Wegener bereiste nach Erwerb der Mittleren Reife als Matrose die Welt. Auch in der Hochseefischerei, als Bergmann und im Montagebau war er tätig, als Binnenschiffer und als Schleusenwärter der Neckarschleuse Guttenbach. Nebenbei schrieb er: Science-Fiction- und Kriminalromane, Spionagegeschichten und Western. Sein erster verlegter Roman war die Zukunftsgeschichte „Die Zeitverbrecher“ aus der Serie Mark Powers.
Ab 1974 wurde die Schriftstellerei sein Lebenserwerb. Er gehörte zu den produktivsten und vielseitigsten Heftromanschreibern. Serien und Reihen wie Bastei Spionage, Butler Parker, Commander Scott, Fledermaus Kriminal-Roman, Franco Solo, Gemini, Jerry Cotton, John Cameron, Kojak, Kommissar X, Lassiter, Mark Hellmann, Plutonium Police, Ren Dhark, Rex Corda – Der Retter der Erde, Ronco, SF Science Fiction und Utopia Zukunftsroman enthalten (manchmal zahlreiche) Romane aus seiner Feder. Ab 1975 fand Wegener mit den Seewölfen eine Serie, in die er seine Erfahrungen aus der Seefahrt einbringen konnte. Neben 172 Romanen als Autor war er dafür auch als Redakteur und Lektor tätig.
Wie in der Branche üblich, schrieb Wegener auch unter zahlreichen Pseudonymen wie Calvin F. MacRoy, Fred McMason oder Gregory Kern.
Wegener war seit 1957 verheiratet und hatte einen Sohn und eine Tochter.